# Ганнушкина, Светлана Алексеевна
Светла́на Алексе́евна Га́ннушкина (род. 6 марта 1942, Москва) — российская правозащитница, педагог и общественный деятель. Член Федерального политического комитета партии «Яблоко». Председатель Комитета «Гражданское содействие», член Совета и руководитель Сети «Миграция и Право» правозащитного центра «Мемориал», член Совета при Президенте Российской Федерации по содействию развитию институтов гражданского общества и правам человека (до июня 2012). Кандидат в депутаты Государственной Думы от партии «Яблоко» (2016).

## Биография
В 1965 году окончила механико-математический факультет МГУ, до 1967 года училась там же в аспирантуре. В 1970—1999 годах работала преподавателем, затем доцентом кафедры математики Историко-архивного института (затем ставшего Российским государственным гуманитарным университетом).
Внучка психиатра Петра Ганнушкина.

## Правозащитная деятельность
Участвует в правозащитной деятельности с конца 1980-х годов, защищая права беженцев и вынужденных переселенцев. В последние годы в центре её деятельности борьба с нарушениями прав человека в Чечне, а также помощь беженцам в России.
В 1990 году стала одним из учредителей Комитета «Гражданское содействие» — первой правозащитной организации, оказывающей разностороннюю помощь беженцам и вынужденным переселенцам. В 1991 году участвовала в создании Правозащитного центра «Мемориал». В 1996 году в рамках ПЦ «Мемориал» организовала Сеть «Миграция и Право». Комитет «Гражданское содействие» и Сеть «Миграция и Право» работают в тесном сотрудничестве с Управлением Верховного комиссара ООН по делам беженцев и пользуются его активной поддержкой.
В настоящее [какое?] время «Гражданское содействие» осуществляет посредническую помощь беженцам, вынужденным переселенцам и внутриперемещённым лицам в их отношениях с властными и иными официальными структурами; принимает от общественных организаций, производственных предприятий и от частных жертвователей материальную помощь и вещи (одежду, обувь, посуду и т. п.) и распределяет между своими подопечными; оказывает юридическую помощь и поддержку в получении медицинской помощи; оказывает содействие в оказании бесплатной консультативной помощи.
С 2004 года в партнёрстве с французской организацией «Secours Catholique» (Каритас Франции) Комитет «Гражданское содействие» работает по проекту содействия медицинской помощи жителям Чечни и внутриперемещённым лицам, находящимся в Ингушетии. Проект осуществляется на средства Комиссии по гуманитарной помощи ЕС.
При Комитете организован Центр адаптации и обучения детей, где студенты и выпускники московских вузов готовят детей беженцев к возвращению к нормальной школьной жизни.
Светлана Ганнушкина руководит программой Правозащитного центра «Мемориал» «Защита прав вынужденных мигрантов», в рамках которой работает Сеть «Миграция и Право», созданная для предоставления бесплатных юридических консультаций мигрантам во многих регионах России. Юристы Сети проводят консультативный приём мигрантов, защищают их интересы в судах, а также работают над приведением региональных актов в соответствие с федеральным законодательством и Конституцией РФ.
Светлана Ганнушкина сотрудничает с депутатами Госдумы, активно используя механизм депутатских запросов и ходатайств для решения общих и конкретных проблем беженцев. В качестве члена экспертного Совета при Уполномоченном по правам человека в России она участвует в разработке законодательства, касающегося прав беженцев и лиц, перемещённых внутри страны, регулярно выпускает доклады о положении мигрантов.
В 2002 году стала членом Комиссии по правам человека при Президенте России (а позднее, созданного на её базе Совета при президенте РФ по содействию развитию институтов гражданского общества и правам человека).
В 2003 году награждена премией Немецкой секции «Международной амнистии» за выдающиеся заслуги в области защиты прав человека. ПЦ «Мемориал» в 2004 году был награждён премией имени Фритьофа Нансена УВКБ ООН за работу в области защиты беженцев.
С 2009 по 2012 год Светлана Ганнушкина являлась членом Правительственной Комиссии по миграционной политике.
В 2010 году получила наградной крест Российского казачества «За веру и службу России» за правовую помощь русскому беженцу-казаку из Узбекистана.
В 2010 году лидером норвежской Консервативной партии Эрной Сульберг (Erna Solberg) Светлана Ганнушкина была выдвинута (вместе с «Мемориалом») на Нобелевскую премию мира.
В 2014 году стала лауреатом премии Московской Хельсинкской группы за исторический вклад в защиту прав человека и в правозащитное движение.
На президентских выборах 2018 года была доверенным лицом Григория Явлинского.
23 декабря 2022 года Минюст России внёс Ганнушкину в список «СМИ — иностранных агентов».

## Участие в публичных акциях
27 ноября 2005 года в Москве — пикет антифашистов, проведённый в ответ на «Русский марш» националистических организаций, который прошёл по Москве 4 ноября 2005.
28 января 2006 года, в связи с обвинениями в адрес правозащитников в сотрудничестве с иностранными разведками (см. «Скандал со „шпионским камнем“»), на сайте Сети «Миграция и Право» было опубликовано Открытое письмо Ганнушкиной, адресованное ФСБ «и
всем другим, кого это не касается», иронически обозначенное как «явка с повинной» и носящее заголовок «С глубочайшим пренебрежением ко всем камням».
В июле 2006 года в Москве прошёл Международный форум неправительственных организаций «Гражданская восьмёрка-2006». Его целями стало обсуждение проблем, волнующих международную общественность в связи с саммитом «Большой восьмёрки» в Санкт-Петербурге. В рамках форума работали «круглые столы». Светлана Ганнушкина с Александром Верховским (директором информационно-аналитического центра «СОВА») вели «стол» по проблемам миграции и ксенофобии.
В июне 2018 поддержала открытое письмо деятелей культуры, политиков и правозащитников с призывом к мировым лидерам выступить в защиту осужденного в России украинского режиссёра Олега Сенцова.

## Участие в выборах
На выборах в Государственную Думу 2016 года возглавила региональный список партии «Яблоко» в Чечне. Ганнушкина заявила: «Сейчас я не вижу ни одной партии, помимо „Яблока“, кто может внести противовес действующей власти. Основные ветви власти утрачены, что недопустимо. Поэтому должны быть независимые депутаты, и я их вижу только в „Яблоке“».

## Давление со стороны Прокуратуры Российской Федерации
В феврале 2007 года Светлана Ганнушкина получила предостережение из прокуратуры. В нём указывалось на

недопустимость нарушения российских законов, касающихся вынужденных переселенцев, беженцев, правового положения иностранных граждан и права граждан на свободу передвижения

Причиной разбирательств стало обращение в Генпрокуратуру РФ депутата Госдумы Николая Курьяновича с требованием проверить деятельность организации «в связи с осуществлением ею оперативного прикрытия этнических преступных группировок». Депутатский запрос появился после публикации в одной из центральных газет в октябре 2006 года. В материале сообщалось, что у одного из преступников, убитых при задержании правоохранительными органами (Тариэла Цулы), было найдено ходатайство «с просьбой не принимать меры административного воздействия и не чинить ему препятствий при передвижении по Московской области», подписанное Светланой Ганнушкиной.
После года проверок РУБОП, РУБЭП и Росрегистрацией по г. Москва, закончившихся для Комитета «Гражданское содействие» успешно, 25 октября 2007 года решением Замоскворецкого суда г. Москвы предостережение Московской прокуратуры признано незаконным — было доказано, что вышеуказанное ходатайство Ганнушкина не выдавала и российское законодательство не нарушала.

## Награды
- Премия Института «Открытое общество» (Фонд Сороса) «За подвижничество» (1997)[20].
- Медаль Межпарламентской Ассамблеи стран СНГ «Древо дружбы» «за выдающийся вклад в формирование информационного пространства СНГ» (2000)[20].
- Почетный наградной знак Благотворительного совета г. Москвы «За заслуги в благотворительной деятельности» (2001)[20]
- В 2003 году награждена премией Немецкой секции «Международной амнистии» за выдающиеся заслуги в области защиты прав человека[20].
- В 2010 году получила наградной крест Российского казачества «За веру и службу России» за правовую помощь русскому беженцу-казаку из Узбекистана[20].
- Премия «Человек человеку» Чешской неправительственной организации «Человек в беде» «за личный вклад в защиту прав человека и помощь мигрантам» (2006)[20].
- Премия им. А. Сахарова Норвежского Хельсинкского Комитета по правам человека «за многолетнюю самоотверженность и преданность в работе по защите прав человека в России» (2007).
- Благодарность Президента Российской Федерации (30 апреля 2008 года) — за большой вклад в развитие институтов гражданского общества и обеспечение защиты прав и свобод человека и гражданина[21].
- Кавалер ордена Почётного легиона (Франция, 2010 год)[22].
- В 2010 году Светлана Ганнушкина выдвигалась на Нобелевскую Премию Мира[20].
- Премия «За правильный образ жизни»[23].
- 10 октября 2013 года Ганнушкиной была присуждена премия Стига Ларссона за «настойчивую и мужественную работу в области защиты прав человека в России»[20].
- Премия Московской Хельсинкской группы (2014).
- Премия Егора Гайдара, присуждаемая Фондом Егора Гайдара, «за действия, способствующие формированию гражданского общества» (2015)[24].

## Семья
- Отец — Алексей Петрович Ганнушкин (1920—1974), инженер-авиаконструктор конструкторского бюро им. А. Н. Туполева, лауреат Государственной премии СССР.
- Мать — Елена Григорьевна Прохорова (1916—2000).

Замужем с 1966 года, имеет сына и дочь, трёх внуков и внучку.
- Двоюродный брат — художник-иллюстратор Евгений Александрович Ганнушкин (1925—2010); его сын — художник, книжный иллюстратор А. Е. Ганнушкин (род. 1960)[25][26].
- Дед по отцу Пётр Борисович Ганнушкин (1875—1933), психиатр, профессор Московского университета[3].
- Родной брат бабушки, Софьи Владимировны Ганнушкиной (1878—1946) — акушер-гинеколог, профессор Минского медицинского института (1938), Герой Советского Союза Е. В. Клумов[27][28].

## Интервью
- Светлана Ганнушкина и Лев Шлосберг: «Люди и границы» / Люди мира // ГражданинЪ TV. 8 сентября 2022.